# With Confidence
I With Confidence sono stati un gruppo musicale australiano formatosi a Sydney nel 2012. Con la Hopeless Records hanno pubblicato tre album in studio. Il 10 settembre 2022 hanno annunciato lo scioglimento della band al termine del loro ultimo tour, che si è concluso verso la fine di novembre.

## 2012 e i primi anni
I With Confidence si sono formati a metà del 2012 da Jayden Seeley, Josh Brozzesi e Samuel Haynes, che avevano tutti frequentato il liceo insieme. Poco dopo, si è unito il membro Inigo Del Carmen, e i quattro hanno iniziato a pubblicare video su YouTube dove hanno pubblicato il loro singolo di debutto "Stand Again" per il download gratuito il 27 aprile 2013. La band ha poi pubblicato il loro EP di debutto Youth in modo indipendente il 1 luglio. 2013 ,  e ha visto un discreto successo, ricevendo trasmissioni radiofoniche nazionali sulle stazioni australiane 2Day FM e Triple J. Oltre all'uscita dell'EP Youth , i With Confidence suonarono il loro primo tour australiano supportando The Never Ever. La band continuò a suonare supporti locali per 5 Seconds of Summer, The Getaway Plan , e The Red Jumpsuit Apparatus , continuando a costruire un seguito.
L'8 gennaio 2014, è stato annunciato che il chitarrista Samuel Haynes non avrebbe più fatto parte dei With Confidence. La band continuò a esibirsi con tre elementi e il 31 marzo pubblicò il nuovo singolo e il video musicale di debutto "I Will Never Wait" . Hanno supportato questa uscita con il loro primo tour nazionale da headliner in aprile, facendo registrare il tutto esaurito per diversi spettacoli tra cui "The Lair" di Sydney (The Metro Theatre). Il 3 settembre, la band tornò allo status di quattro elementi quando il chitarrista precedentemente in tournée Luke Rockets fu annunciato come membro ufficiale. Continuarono a tenere l'anno impegnato in tournée e supportando artisti del calibro di You Me at Six, Tonight Alive ,  Marianas Trench , The Maine e Kids in Glass Houses . La band ha pubblicato il secondo EP Distance il 13 gennaio 2015. Questo è stato subito seguito dal loro secondo tour da headliner, ancora una volta esaurito in più sedi in tutta l'Australia.

## Stile musicale e influenze
Il biografo Neil Z. Yeung di AllMusic ha scritto che la band "porta avanti la fiaccola del pop punk dei blink-182."
I With Confidence hanno citato come influenze le band The Dangerous Summer, Kings of Leon, Blink-182, The Wonder Years, The Strokes, e La Dispute sulla loro pagina Facebook. Inoltre hanno menzionato gli All Time Low e i Red Hot Chili Peppers in un'intervista su YouTube.

## Formazione

### Ultima formazione
- Jayden Seeley – voce, basso, pianoforte, tastiera, chitarra aggiuntiva (2012-2022)
- Joshua Brozzesi – batteria, percussioni (2012-2022)
- Inigo Del Carmen – chitarra ritmica, cori (2012-2022) chitarra solista (2017-2022)
- Scott Mclaughlin – chitarra solista, cori (2021-2022; 2018-2020 in tour)

### Ex componenti
- Samuel Haynes – chitarra solista (2012-2014)
- Luke Rockets – chitarra solista(2014-2017)

## Discografia

### Album in studio
- 2016 – Better Weather
- 2018 – Love and Loathing
- 2021 – With Confidence

### Extended play
- 2013 – Youth
- 2015 – Distance

### Singoli
- 2016 – We'll Be Okay
- 2016 – Keeper
- 2016 – Voldemort
- 2018 – That Something
- 2018 – Jaded
- 2018 – Moving Boxes
- 2021 – Big Cat Judgement Day
- 2021 – Cult
- 2021 – Anything
- 2021 – Paper
- 2021 – What You Make It

### Partecipazioni a compilation
- 2018 – 2018 Warped Tour Compilation, con Keeper
- 2019 – Songs That Saved My Life Vol. 2, con Drops of Jupiter (cover dei Train)